# کاراپت سیدال
کاراپت سیدال (ارمنی: Կարապետ Սիտալ) شاعر اهل ارمنستان بود.

## زندگی‌نامه
با نام اصلی کاراپِت شاهینیان (ارمنی: Կարապետ Շահենի Շահինյան) متخلص به کاراپت سیدال در سال ۱۸۹۱ در روستای گاشت از توابع شاداخ ایالت واسپوراکان ارمنستان غربی متولد شد. در سال‌های ۹۶–۱۸۹۵ به هنگام کشتار حمیدیه ارمنستان غربی، پدر و مادر خود را گم کرد و روانه یتیم‌خانه‌های آمریکایی شهر وان گردید. در کالج آمریکایی شهر تبریز تحصیلاتش را به پایان رساند و به عنوان آموزگار در شهر وان به تدریس پرداخت و به موازات آن در هیئت تحریریه هفته‌نامه «وان-دوسپ» به نویسندگی مشغول شد. در سال ۱۹۱۴ به ایالات متحده آمریکا مهاجرت کرد و در فیلادلفیا به کارگری پرداخت. در همین زمان نیز نشریه ارمنی‌زبان «افق» را سردبیری کرد.
«سرودهای دوشیزگان» (۱۹۱۹)، «از شب تا سحر» (۱۹۳۱)، «آوازهای صبح» (۱۹۳۶)، «سرودهای رزم» (۱۹۵۳)، «اساطیری» (۱۹۵۷)، و «خرمن خای طلایی» (۱۹۶۲) از جمله آثار اوست.
کاراپت سیدال چندین اثر فولکلوریک نیز گردآوری و تصحیح کرده‌است که با نام‌های «لیلی و مجنون» (۱۹۱۹ و ۱۹۴۵)، «شجاعان ساسنا» (۱۹۳۹)، «دلیران گاشت» (۱۹۴۱)، و «آرزوی چوپان» انتشار یافته‌اند.
کاراپت سیدال در سال ۱۹۷۲ درگذشت.